# Argumentprincipen
Argumentprincipen är ett resultat inom komplex analys som uttrycker en analytisk funktions uppförande i ett givet område givet uppförandet på områdets rand.

## Formulering
Låt f vara analytisk och nollskild på och innanför den slutna kurvan γ, med undantag för ändligt många punkter, alla innanför γ, där alla eventuella singulariteter är poler. Då gäller:
{\displaystyle {\frac {1}{2\pi i}}\oint _{\gamma }{\frac {f^{\prime }(z)}{f(z)}}dz=N-P}, där N och P är antalet nollställen respektive poler, inräknat multiplicitet.
- Man kan visa att 2π(N - P) är argumentvariationen av f(z) då z genomlöper kurvan γ.
- Då tillämpar argumentprincipen på polynom, som saknar poler och kan faktoriseras givet dess nollställen, visar sig argumentprincipen ge uttryck för följande intuitiva sanning:

Om man mäter vinkeln från en viss punkt P till en punkt genomlöpande randen till ett givet område, ökar vinkeln med 2π om och endast om punkten ligger i området, med 0 om och endast om punkten ligger utanför. Notera att argumentet av noll ej är definierat, så att argumentvariationen ej är definierad då punkten ligger i områdets rand.